# Aleksandre Qasbegi

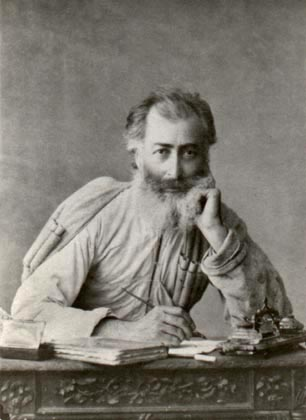
Aleksandre Qasbegi

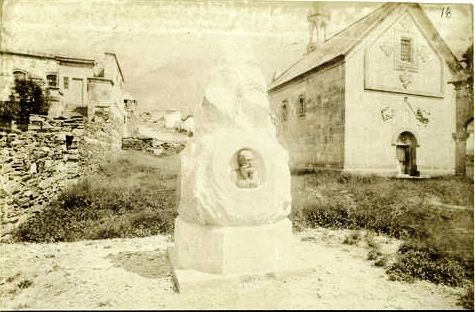
Denkmal und Geburtshaus des Dichters in Qasbegi

Denkmal, neue Aufnahme

Aleksandre Qasbegi (georgisch ალექსანდრე ყაზბეგი; deutsch auch als Alexander Kasbegi transkribiert; * 8. Januarjul. / 20. Januar 1848greg. in Stepanzminda, Gouvernement Tiflis, Russisches Kaiserreich; † 10. Dezemberjul. / 22. Dezember 1893greg. in Tiflis) war ein georgischer Schriftsteller. Sein Pseudonym war Motschchubaridse („Händelsucher“). Er widmete sich in seinen Werken der Darstellung des Lebens des einfachen Volks in Georgien und trat für die georgische Unabhängigkeit ein.

## Leben
Er wurde als Urenkel des für seine Leistungen beim Bau der Georgischen Heerstraße geadelten Herrn von Stefanzminda, Gergeti und Dariali, Qasibeg Tschopikaschwili, geboren. Der Großvater von Qasbegi änderte seinen Namen in Qasbegi und nutzte den Vornamen seines Vaters als neuen Familiennamen.
Qasbegi wuchs als einziges Kind des strengen und ehrgeizigen Micheil Qasbegi und der gebildeten Elisabeth Tarchnischwili in wohlhabenden Verhältnissen auf. Seine Mutter beherrschte die alte Georgische Schrift und interessierte sich für Literatur (Das Leben von Kartli und Wefchistkaosani). Als Fremdsprachen erlernte Qasbegi Russisch und Französisch. Seine Lehrerin Nino vermittelte ihm soziale Werte und das Engagement für sozialschwache Menschen.
Nach dem Tod seines Vaters ging Qasbegi für sieben Jahre in die Berge und arbeitete dort als Hirte. In dieser Zeit schrieb er eine Vielzahl von Werken. 1879 ließ er sich in der georgischen Hauptstadt Tiflis nieder. Unter seinem Künstlernamen Motschchubaridse verfasste er hier zahlreiche melodramatische Werke wie Der Vatermord und wurde so bekannt, dass er als erster georgischer Autor von der Schriftstellerei leben konnte. Qasbegi, dem man auch ein Talent zum Tanz Lekuri bescheinigte, lebte trotz wirtschaftlichen Erfolgs in bescheidenen Verhältnissen.
Nach einer Erkrankung verstarb er 1893. Sein Geburtshaus wurde zu einem Museum umgebaut. In seinem später nach ihm benannten Geburtsort befindet sich ein Denkmal Qasbegis.
In deutscher Sprache sind seine Erzählungen 
Zizka (1880), Übersetzung von S. Chotiwari-Jünger, 
Eliso (1882), Übersetzung von S. Chotiwari-Jünger und N. Stoica, und 
Der Stammesälteste Gotscha (1884), Übersetzung von S. Chotiwari-Jünger und M. Lisowski, 
IN: Aleksandre Kasbegi: Eliso, Shaker-Verlag, Aachen 2014, 126 S., erschienen. ISBN 978-3-8440-2491-3